# Ørjan Nyland
Ørjan Håskjold Nyland, né le 10 septembre 1990 à Volda, est un footballeur international norvégien qui évolue au poste de gardien de but au Séville FC.

## Biographie
Nyland fait sa première apparition avec l'équipe de Norvège le 20 novembre 2013 lors d'un match amical contre l'Écosse.
Le 7 août 2018, Nyland s'engage pour trois ans avec Aston Villa. Le 5 octobre 2020, il est libéré de son contrat par Aston Villa après avoir joué trente-six matchs en deux saisons.
Le 1er février 2021, il rejoint Norwich City.

## Palmarès
- Molde FK:
  - Eliteserien: Champion en 2014
  - Coupe de Norvège: Vainqueur en 2013 et 2014
- Il Hodd:
  - Coupe de Norvège: Vainqueur en 2012
- Norwich City: 
  - EFL Championship: Champion en 2021
- RB Leipzig:
  - Coupe d'Allemagne: Vainqueur en 2023[3],[4]